# 月尾底鱂
月尾底鱂，為輻鰭魚綱鯉齒目鯉齒亞目底鱂科的其中一種，為溫帶魚類，分布於北美洲加拿大魁北克到聖羅倫斯河、五大湖及密西西比河流域，體長可達13公分，棲息在砂泥底質、植被生長的溪流、池塘、湖泊邊緣，生活習性不明。

## 擴展閱讀
維基物種上的相關：月尾底鱂